# Mordellistena similis
Mordellistena similis es una especie de coleóptero de la familia Mordellidae.

## Distribución geográfica
Habita en Lugansk (Ucrania).